# Strihivți, Iarmolînți
Strihivți (în ucraineană Стріхівці) este o comună în raionul Iarmolînți, regiunea Hmelnîțkîi, Ucraina, formată numai din satul de reședință.

## Demografie
Componența lingvistică a comunei Strihivți
     Ucraineană (99,33%)
     Alte limbi (0,53%)
Conform recensământului din 2001, majoritatea populației comunei Strihivți era vorbitoare de ucraineană (99,33%), existând în minoritate și vorbitori de alte limbi.